# Annabelle Comes Home
Annabelle Comes Home (bra: Annabelle 3: De Volta para Casa; prt: Annabelle 3 - O Regresso a Casa) é um filme estadunidense de 2019, do gênero terror, dirigido por Gary Dauberman, com roteiro dele e James Wan.
Produzido pela New Line Cinema, Atomic Monster Productions e The Safran Company e distribuído pela Warner Bros. Pictures, esta sequência de Annabelle: Creation (2017), sétimo filme da franquia The Conjuring, é estrelada por Patrick Wilson e Vera Farmiga, que reprisam seus papéis dos filmes anteriores.

## Sinopse
Para impedir que Annabelle cause mais estragos, os demonologistas Lorraine e Ed Warren levam para casa a boneca possuída e a trancam num armário, protegida por um vidro sagrado. Entretanto, num fim de semana em que o casal sai de casa e deixa a filha com uma babá, Annabelle aproveita para despertar os espíritos malignos na sala e animar os objetos mortais da sala de artefatos, tendo como alvo a pequena Judy Warren e sua jovem babá.

## Elenco
- Mckenna Grace como Judy Warren
- Madison Iseman como Mary Ellen
- Katie Sarife como Daniela Rios
- Vera Farmiga como Lorraine Warren
- Patrick Wilson como Ed Warren
- Michael Cimino como Bob Palmeri
- Samara Lee como Annabelle "Bee" Mullins
- Paul Dean como Sr. Palmeri
- Steve Coulter como Padre Gordon
- Luca Luhan como Anthony Rios
- Douglas Tait como Lobisomem
- Alexander Ward como Demônio
- Gary-7 como Sacerdote Fantasma
- Natalia Safran como A Noiva

## Produção
Em abril de 2018, a Warner Bros. anunciou o dia 03 de julho de 2019 como a data de lançamento de um novo filme ainda sem título da franquia The Conjuring. No final daquele mês, foi anunciado que o filme seria um terceiro filme de Annabelle, com Gary Dauberman assinando contrato para escrever e dirigir o filme em sua estreia na direção. James Wan e Peter Safran irão co-produzir o projeto.
Durante a SDCC de 2018, James Wan e Safran revelaram que o filme seria montado após os eventos de Annabelle e se focaria na boneca depois que ela foi mantida na caixa de vidro no museu dos Warrens.
Em setembro de 2018, Michael Burgress foi contratado como cinematográfico do filme. Mais tarde naquele mês, Mckenna Grace e Madison Iseman foram escaladas para o filme como Judy Warren, a filha de 10 anos dos Warrens, e como uma das babás adolescentes de Judy, respectivamente. Em outubro, Katie Sarife se juntou ao elenco do filme. A produção começou em outubro de 2018, em Los Angeles, com Wilson e Farmiga reprisando seus papéis como Ed e Lorraine Warren.

## Trilha sonora
Em fevereiro de 2019, Joseph Bishara, que fez a trilha sonora de Annabelle, The Conjuring e The Curse of La Llorona foi escolhido para fazer também a música de Annabelle Comes Home.

## Recepção e bilheteria
Inicialmente, o filme estava agendado para ser lançado no dia 28 de junho de 2019, entretanto, a data foi alterada em dois dias, ou seja, o filme foi lançado em 26 de junho de 2019, pela Warner Bros. Pictures e pela New Line Cinema, arrecadando mais de 231 milhões de dólares mundialmente.

### Destruição da boneca e outros artefatos da Warner Bros.
Em 9 de julho de 2024, um incêndio atingiu a exposição Casa Warner, no Shopping Nova América, no bairro de Del Castilho no Rio de Janeiro. Entre os objetos destruídos, estavam réplicas da Máquina de Mistério e do Batmóvel, a exposição 9 3/4 de Harry Potter e da própria boneca Annabelle usada nos 3 filmes da franquia. Ninguém se feriu.  A destruição da boneca original dos filmes virou meme nas redes sociais. 